# Чернобай, Анатолий Фёдорович
Анатолий Фёдорович Чернобай (род. 5 мая 1957 года, Хмельницкий) — советский и российский тренер по лёгкой атлетике. Заслуженный тренер России.

## Биография
Анатолий Фёдорович Чернобай родился 5 мая 1957 года в Хмельницком. В 11 лет начал заниматься лёгкой атлетикой под руководством Николая Андреевича Ковалева. Через год в прыжке с шестом показал результат 3,60 м. Позже занимался в Львовском спортивном интернате. После окончания карьеры спортсмена стал работать тренером. Некоторое время тренировал легкоатлетов на стадионе в Сокольниках.
Наиболее высоких результатов среди его воспитанников добились:
- Игорь Павлов — чемпион мира в помещении 2004 года, чемпион Европы в помещении 2005 года[2][3][4],
- Павел Софьин — бронзовый призёр чемпионата мира в помещении 2006 года, чемпион России 2006 года, двукратный чемпион России в помещении (2008, 2009)[5],
- Виктор Чистяков — чемпион России 2009 года,
- Павел Герасимов — бронзовый призёр чемпионата мира 2005 года, серебряный призёр чемпионата Европы в помещении 2009 года,
- Евгений Михайличенко — трёхкратный призёр чемпионатов России в помещении.

С 2012 года Анатолий Фёдорович работает старшим тренером по прыжкам с шестом сборной Индонезии по лёгкой атлетике.